# Fru Warrens yrke
Fru Warrens yrke är en svensk TV-film gjord förd TV-teatern 1962. Förlagan var pjäsen med samma namn av George Bernard Shaw. För regin stod Jan Molander.

## Rollista
- Carl Billquist – Frank
- Helena Brodin – Vivie
- Gösta Cederlund – Vicar
- Sigge Fürst – Crofts
- Margaretha Krook – Mrs. Warren
- Olof Widgren – Praed

### Fotnoter
1. ↑  ”Fru Warrens yrke”. IMDb.com. http://www.imdb.com/title/tt0189537/. Läst 14 mars 2013.